# Pyrgus fritillarius
Pyrgus fritillarius is een vlinder uit de familie van de dikkopjes (Hesperiidae). De wetenschappelijke naam van de soort is voor het eerst geldig gepubliceerd in 1761 door Nicolaus Poda von Neuhaus.